# 미성년자 성매매
미성년자 성매매(未成年者性賣買)는 미성년자가 성매매를 하는 것이다. 흔히 원조 교제(일본어: 援助交際, 엔조코사이)로도 불리는데, 문자 그대로의 의미는 "도와주는 교제"라 할 수 있지만 이는 일본에서 건너온 은어이다. 일본에서 여고생 또래가 금전을 받고 어른과 데이트해 주고 종종 성적 봉사도 하는 것을 말한다. 많은 사람들 특히 일본 밖에서는 이를 미성년자 성매매로 간주한다.

## 국가별 문제

### 대한민국의 원조 교제
대한민국의 청소년 성보호에 관한 법률 제2장에서는 현재는 법률상 원조 교제가 아닌 청소년 성매매라는 이름으로 불리고 있다.

### 일본의 원조교제 문제
일본 내 연구자들은 원조 교제(엔죠코사이, 일본어: 援助交際)가 성인 연령에 도달하는 여학생들의 통과 의례로서 발달했다고 본다. 현대 일본 자본주의에서 자연 발생적으로 생겼다는 것이다. 일본에서는 1950년대 이후 성매매는 불법화되었다.(성매매의 범위는 좁게 정의됨: 성기-성기접촉이 있어야 위법임.) 원조 교제에 관한 특별법은 1990년대에 만들어졌다. 그러나 일본 정부에 의한 실직적인 규제는 없어왔다. 왜냐하면 이 법에서는 명시적으로 성을 위해 돈을 지불한 게 아니면 처벌 대상이 아니기 때문이다. 실제 그러한 경우는 드물다. 간접적인 방식으로 돈을 건네는 거래이다. 또 일본 사법당국에 따르면 13세~17세의 연령에서 법률적 동의가 인정되기 때문에 원조 교제 고객은 법적 강간으로 처벌될 수 없는 경우가 많았다.

#### 휴대 전화 관계
원조 교제를 둘러싼 사회 환경은 복합적이다. 테레쿠라(전화방)을 통해 최초 접촉이 이루어진다. 여기서는 부스 안에서 남성이 전화를 걸면 여성이 전화를 받으며 여성이 원하면 데이트를 약속할 수 있다. 요즘에는 전화방에서 단순히 휴대 전화 번호를 제공해 주기도 하며, 전자 우편을 기반으로 하는 메루쿠라(메일 클럽)도 있다. 2000년 기준 일본의 휴대 전화 사용 인구가 6380만 명 정도 된다. 일본인터넷연합(민간단체)에 따르면 여고생들의 1/3 이상이 인터넷에 접속할 수 있는 휴대 전화를 가지고 있다고 한다.

## 같이 보기
- 성범죄
- 아동 성학대